# Історична залізниця
Істори́чна залізни́ця — своєрідний «живий» залізничний музей, залізнична гілка, на якій для катання туристів використовується історичний рухомий склад. В українській мові немає усталеного терміна, що означає подібні установи. Найчастіше використовуються терміни «музейна залізниця», «туристична залізниця» й навіть «заповідна залізниця». В англійській мові використовується термін heritage railway, у якому heritage означає «(культурна) спадщина», railway — залізниця.

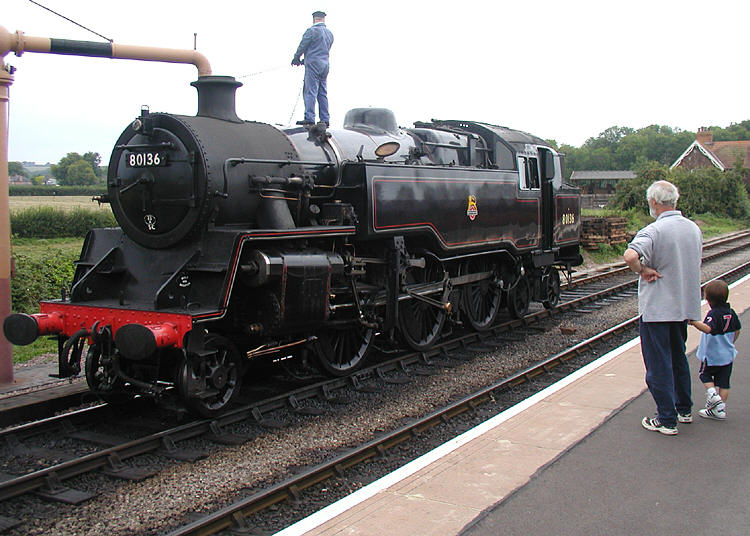
Заправка танк-паровоза водою. З життя історичної залізниці West Somerset Railway, Велика Британія

У Європі історичні залізниці найпоширеніші у Великій Британії, але вони також є й в більшості країн континентальної Європи. Зазвичай такі залізниці обслуговуються волонтерами, для яких це заняття — хобі, яким вони займаються у вільний від роботи час. Експлуатація зазвичай здійснюється в літній період, у решту часу залізничники-любителі займаються реставрацією і ремонтом рухомого складу та інфраструктури.
У США, Великій Британії, та в ряді інших країн, крім історичних залізниць, є історичні трамваї. На відміну від європейських історичних залізниць, такі трамваї часто експлуатуються з метою отримання прибутку.

## В Україні
Укрзалізниця та місцева закарпатська влада мають намір зробити туристичні маршрути Боржавською вузькоколійкою — між Іршавою, Хмільником та Виноградовом. Планується запускати історичні потяги з кінця липня по кінець серпня (у вихідні й святкові дні).